# Landtagswahlkreis Ludwigslust-Parchim III
Der Landtagswahlkreis Ludwigslust-Parchim III ist ein Landtagswahlkreis in Mecklenburg-Vorpommern. Er umfasst vom Landkreis Ludwigslust-Parchim die Stadt Ludwigslust sowie die Ämter Grabow, Ludwigslust-Land und Neustadt-Glewe.

## Wahl 2021
Bei der Landtagswahl in Mecklenburg-Vorpommern 2021 gab es in diesem Wahlkreis folgendes Ergebnis:
| Partei               | Direktkandidat       | Erststimmen      | Zweitstimmen     |
| -------------------- | -------------------- | ---------------- | ---------------- |
| SPD                  | Christian Winter     | 33,3 %           | 41,2 %           |
| AfD                  | Reiner Bruhn         | 18,8 %           | 17,9 %           |
| CDU                  | Christian Geier      | 15,4 %           | 13,2 %           |
| DIE LINKE            | Jacqueline Bernhardt | 13,4 %           | 9,5 %            |
| GRÜNE                | Gabriele Raasch      | 3,3 %            | 3,7 %            |
| FDP                  | Stephan Thees        | 6,6 %            | 5,7 %            |
| NPD                  | -                    | –                | 0,9 %            |
| Tierschutzpartei     | –                    | –                | 1,1 %            |
| Freier Horizont      | Heiko Böhringer      | 5,1 %            | 2,1 %            |
| DIE PARTEI           | Tobias Klinkert      | 1,2 %            | 0,6 %            |
| FREIE WÄHLER         | Wilfried Mußfeldt    | 2,2 %            | 1,2 %            |
| PIRATEN              | –                    | –                | 0,4 %            |
| DKP                  | –                    | –                | 0,1 %            |
| Bündnis C            | –                    | –                | 0,1 %            |
| TIERSCHUTZ hier!     | –                    | –                | 0,5 %            |
| dieBasis             | -                    | –                | 1,1 %            |
| DiB                  | –                    | –                | 0,1 %            |
| FPA                  | Martin Ebert         | 0,7 %            | 0,1 %            |
| LKR                  | –                    | –                | 0,0 %            |
| ÖDP                  | –                    | –                | 0,0 %            |
| Die Humanisten       | –                    | –                | 0,1 %            |
| Gesundheitsforschung | –                    | –                | 0,2 %            |
| Team Todenhöfer      | –                    | –                | 0,1 %            |
| UNABHÄNGIGE          | –                    | –                | 0,2 %            |
| Wahlberechtigte      | 31.284 Einwohner     | 31.284 Einwohner | 31.284 Einwohner |
| Wahlbeteiligung      | 72,3 %               | 72,3 %           | 72,3 %           |

## Wahl 2016
Bei der Landtagswahl in Mecklenburg-Vorpommern 2016 kam es zu folgenden Ergebnissen
| Partei           | Direktkandidat         | Erststimmen      | Zweitstimmen     |
| ---------------- | ---------------------- | ---------------- | ---------------- |
| SPD              | Dirk Friedriszik       | 28,7 %           | 33,6 %           |
| CDU              | Maika Friemann-Jennert | 19,6 %           | 17,1 %           |
| DIE LINKE        | Jacqueline Bernhardt   | 14,9 %           | 11,9 %           |
| GRÜNE            | Robert Hintz           | 3,1 %            | 3,1 %            |
| NPD              | –                      | –                | 3,9 %            |
| FDP              | Stephan Thees          | 4,2 %            | 3,4 %            |
| FAMILIE          | –                      | –                | 0,7 %            |
| PIRATEN          | –                      | –                | 0,3 %            |
| FREIE WÄHLER     | Philipp Lübbert        | 1,2 %            | 0,7 %            |
| DIE PARTEI       | –                      | –                | 0,3 %            |
| Die Achtsamen    | Viola Tonn             | 1,8 %            | 0,8 %            |
| ALFA             | –                      | –                | 0,2 %            |
| AfD              | Jörg Kröger            | 22,7 %           | 20,6 %           |
| Bündnis C        | –                      | –                | 0,1 %            |
| DKP              | –                      | –                | 0,1 %            |
| Freier Horizont  | Heiko Böhringer        | 3,8 %            | 2,0 %            |
| Tierschutzpartei | –                      | –                | 1,2 %            |
| Wahlberechtigte  | 32.277 Einwohner       | 32.277 Einwohner | 32.277 Einwohner |
| Wahlbeteiligung  | 63,6 %                 | 63,6 %           | 63,6 %           |

## Wahl 2011
Bei der Landtagswahl in Mecklenburg-Vorpommern 2011 kam es zu folgenden Ergebnissen:
| Partei          | Direktkandidat         | Erststimmen     | Zweitstimmen    |
| --------------- | ---------------------- | --------------- | --------------- |
| SPD             | Detlef Müller          | 41,2 %          | 41,8 %          |
| CDU             | Maika Friemann-Jennert | 21,2 %          | 20,6 %          |
| DIE LINKE       | Jacqueline Bernhardt   | 17,4 %          | 16,7 %          |
| GRÜNE           | Hans Jürgen Zimmermann | 10,3 %          | 6,9 %           |
| NPD             | Andreas Theißen        | 6,2 %           | 6,5 %           |
| FDP             | Thomas Heldberg        | 3,7 %           | 3,4 %           |
| FAMILIE         |                        |                 | 1,2 %           |
| PIRATEN         |                        |                 | 1,0 %           |
| FREIE WÄHLER    |                        |                 | 0,8 %           |
| AB              |                        |                 | 0,3 %           |
| Die PARTEI      |                        |                 | 0,2 %           |
| PBC             |                        |                 | 0,2 %           |
| AUF             |                        |                 | 0,2 %           |
| APD             |                        |                 | 0,1 %           |
| ödp             |                        |                 | 0,1 %           |
| REP             |                        |                 | 0,1 %           |
| Wahlberechtigte | 33783 Einwohner        | 33783 Einwohner | 33783 Einwohner |
| Wahlbeteiligung | 54,2 %                 | 54,2 %          | 54,2 %          |

## Wahl 2006
Bei der Landtagswahl in Mecklenburg-Vorpommern 2006 gab es folgende Ergebnisse:
| Partei          | Direktkandidat         | Erststimmen     | Zweitstimmen    |
| --------------- | ---------------------- | --------------- | --------------- |
| SPD             | Detlef Müller          | 35,8 %          | 34,3 %          |
| CDU             | Carina Stopsack-Schulz | 30,5 %          | 28,5 %          |
| PDS             | Melitta Roock          | 15,4 %          | 14,4 %          |
| FDP             | Thomas Heldberg        | 8,4 %           | 9,3 %           |
| NPD             | Klaus Bärthel          | 7,1 %           | 7,7 %           |
| GRÜNE           | Alfred Uwe Sommerfeldt | 2,9 %           | 2,7 %           |
| FAMILIE         |                        |                 | 1,1 %           |
| GRAUE           |                        |                 | 0,5 %           |
| PBC             |                        |                 | 0,4 %           |
| WASG            |                        |                 | 0,3 %           |
| Deutschland     |                        |                 | 0,3 %           |
| Bündnis für M-V |                        |                 | 0,2 %           |
| AGFG            |                        |                 | 0,2 %           |
| AB              |                        |                 | 0,1 %           |
| APD             |                        |                 | 0,1 %           |
| Offensive D     |                        |                 | 0,1 %           |
| Wahlberechtigte | 35600 Einwohner        | 35600 Einwohner | 35600 Einwohner |
| Wahlbeteiligung | 63,6 %                 | 63,6 %          | 63,6 %          |

## Wahl 2002
Bei der Landtagswahl in Mecklenburg-Vorpommern 2002 gab es folgende Ergebnisse:
| Partei          | Direktkandidat       | Erststimmen     | Zweitstimmen    |
| --------------- | -------------------- | --------------- | --------------- |
| SPD             | Detlef Müller        | 47,3 %          | 45,9 %          |
| CDU             | Christian Rosenkranz | 30,6 %          | 29,0 %          |
| PDS             | Silvia Steinbach     | 15,4 %          | 14,2 %          |
| FDP             | Thomas Heldberg      | 5,2 %           | 4,4 %           |
| GRÜNE           |                      |                 | 2,6 %           |
| Schill          |                      |                 | 1,4 %           |
| NPD             | Klaus Bärthel        | 1,5 %           | 1,0 %           |
| SPASSPARTEI     |                      |                 | 0,5 %           |
| Bürgerpartei MV |                      |                 | 0,2 %           |
| PBC             |                      |                 | 0,2 %           |
| GRAUE           |                      |                 | 0,2 %           |
| REP             |                      |                 | 0,1 %           |
| V.P.M.V.        |                      |                 | 0,1 %           |
| SLP             |                      |                 | 0,0 %           |
| Wahlberechtigte | 32194 Einwohner      | 32194 Einwohner | 32194 Einwohner |
| Wahlbeteiligung | 72,8 %               | 72,8 %          | 72,8 %          |